# بقايا مبيدات الآفات
يشير مصطلح بقايا مبيدات الآفات إلى المبيدات التي قد تبقى على المنتجات الزراعية أو داخلها بعد استخدامها .</ref>

وعادة ما تقوم الهيئات الرقابية في العديد من البلدان بتحديد النسبة القصوى المسموح بها من تلك البقايا.
عامةً ما يتعرض عامة السكان لهذه البقايا من خلال استهلاك المصادر الغذائية المُعالَجَة، أو القرب الشديد بالمناطق المُعالَجة بالمبيدات مثل المزارع أو المروج الخضراء.
تُعرِّض العديد من هذه البقايا الكيميائية وخاصة المشتقات من مبيدات الآفات المكلورة (تحتوي على الكلور) إلى التراكم الحيوي الذي يمكن أن يتراكم إلى مستويات ضارة في الجسم وكذلك في البيئة.
يمكن تكثيف المواد الكيميائية المثابرة من خلال السلسلة الغذائية، وتم اكتشافها في منتجات تتراوح بين اللحوم والدواجن والأسماك والزيوت النباتية والمكسرات والفواكه والخضروات المختلفة.

## إجراءات تحديد نسبة بقايا المبيدات في بعض البلدان

### الاتحاد الأوروبي
في سبتمبر/ أيلول 2008 ، أصدر الاتحاد الأوروبي نسخة جديدة منقحة من الحدود القصوى لبقايا المبيدات (بالإنجليزية Maximum Residue levels) وتضمنت النسخة حوالي 1100 نوع من مبيدات الآفات المستخدمة في العالم أجمع. 
وكان الهدف من تنقيح النسخة القديمة تبسيط نظام تحديد النسبة القصوى من متبقيات المبيدات المسموح به إذ تنوعت جهات تقنين نسبة المتبقيات في النظام القديم مابين المفوضية الأوروبية والدول الأعضاء في الاتحاد الأوروبي بل إن بعض الأنواع لم يتم تحديد نسبتها القصوى على الإطلاق.

### نيوزيلندا
تضع هيئة معايير الغذاء في أستراليا ونيوزلندا (بالإنجليزية Food Standards Australia New Zealand)معايير لنسب متبقيات المبيدات المسموح بها في الأغذية بناء على التشاور مع المتخصصين.  وتقوم أيضا هيئة سلامة الغذاء بنيوزلندا بالإعلان عن حدود متبقيات المبيدات القصوى المسموح بها في الأطعمة في نيوزلندا.

### المملكة المتحدة
ترجع عملية رصد نسبة متبقيات المبيدات في المملكة المتحدة ووضع حدود لها إلى الخمسينيات من القرن العشرين.
وفي الفترة من عام 1977 إلى 2000، اضطلع الفريق العامل بشأن بقايا مبيدات الآفات (بالإنجليزية Working Party on Pesticides WPPR) بهذه المسؤولية ثم انتقلت بدءا من عام 2000 إلى لجنة بقايا المبيدات الحشرية (بالإنجليزية Pesticide Residue Committee PRC). 
وتقدم هذه اللجنة توصياتها بشأن نسب المبيدات للحكومة من خلال مديرية الاستخدام الآمن للمبيدات (بالإنجليزية pesticides safety Directorate)و هيئة المواصفات القياسية للأغذية (بالإنجليزية Food Standards Agency FSA). 

### الولايات المتحدة
وفي الولايات المتحدة، تقوم وكالة حماية البيئة Environmental Protection Agency EPA بتحديد نسب بقايا المبيدات القصوى المسموح بها ويتم اتخاذ بعض التدابير اللازمة لإبقاء مستوى المبيدات أقل من النسبة القصوى.
وتوجد قائمة بهذه النسب على موقع الوكالة. وتقوم أيضا إدارة الأغذية والأدوية الأمريكية FDA ووزارة الزراعة الأمريكية USDA بفحص دوري للأغذية لمعرفة المستويات الفعلية لبقايا المبيدات بها.

## الروابط الخارجية
- The European Pesticide Residue Workshop نسخة محفوظة 18 أكتوبر 2009 على موقع واي باك مشين.
- Pesticide residue in Europe
- International Maximum Residue Level Database
- UK Pesticides Safety Directorate
- List of websites that specify pesticide residue limits